# Dom nie do poznania
Dom nie do poznania (w BBC Lifestyle jako Domy: ekstremalne metamorfozy; ang. Extreme Makeover: Home Edition) – amerykański program telewizyjny typu reality show nadawany w latach 2003–2012 przez ABC oraz od roku 2020 przez HGTV.
W styczniu 2019 roku format przejęty został przez amerykańską stację HGTV. Nowy sezon programu pojawić ma się na antenie stacji w 2020 roku i przewiduje 10 odcinków.

## Charakterystyka programu
W każdym odcinku dom jednej z amerykańskich rodzin, włączając wszystkie pokoje, wnętrza i teren wokół zostaje przemieniony przez drużynę budowlańców w siedem dni, podczas gdy rodzina zostaje wysłana na wakacje. Producentem programu jest amerykański oddział firmy Endemol we współpracy z Greengrass Productions, należącej do Disney/Buena Vista.
Program jest prowadzony przez Ty’a Penningtona, który był wcześniej stolarzem w programie Trading Spacer. Jest sponsorowany przez amerykańską sieć domów handlowych Sears. Niektóre sceny są oparte na scenariuszu, np. w odcinku z Muppetami. Ilustracją muzyczną w czołówce jest piosenka So Much zespołu Of a Revolution.
Od 2005 r. pomagają rodzinom, które straciły dom podczas huraganu Katrina.

## Ekipa remontowa
- Ty Pennington (lider drużyny/projektant/stolarz)
- Paul DiMeo (stolarz)
- Paige Hemmis (stolarka)
- Tracy Hutson (doradca stylu/zakupy)
- Daniel Kucan (projektowanie wnętrz)
- Tanya McQueen (projektowanie wnętrz)
- Michael Moloney (projektowanie wnętrz)
- Constance Ramos (budowanie/planowanie)
- Ed Sanders (stolarka)
- Preston Sharp (wygląd zewnętrzny/wielkie pomysły/renowacja mebli)
- Eduardo Xol (otoczenie)
- Dawson Connor

## Format
Większość odcinków trwa godzinę. Każdy rozpoczyna się od ujęcia z Ty’em, który w autobusie ekipy przedstawia pokrótce wybraną rodzinę i jej dom. Następnie Ty i ekipa odwiedzają rodzinę, serwując jej „pobudkę” (poprzez megafon Ty’a). Później ekipa ogląda dom oraz pyta rodzinę o ich zainteresowania, aby znaleźć inspirację dla swoich projektów. Następnie rodzina zostaje wysłana na tygodniowe wakacje (podróż jest sponsorowana przez amerykańskie tanie linie lotnicze Southwest Airlines), podczas których dom jest remontowany lub burzony, w zależności od stanu. Podczas gdy grupa ochotników rozbiera stary dom, ekipa projektuje nowy. Jeśli wstępny projekt zostaje ukończony, projektanci jadą do domu handlowego Sears, aby kupić wyposażenie.
Pod koniec tygodnia rodzina wraca do swojego domu i odkrywa efekt pracy drużyny remontowej. Ostatnim pokojem, który zostaje pokazany, jest sekretny pokój Ty’a, którym jest najczęściej sypialna dzieci lub rodziców. W niektórych odcinkach rodzina dostaje prezenty od różnych firm.

## Oglądalność
Ranking ukazuje oglądalność poszczególnych sezonów na ABC.
| Sezon | Premiera sezonu | Koniec sezonu | Rocznik   | Ranking | Widownia (w milionach) |
| ----- | --------------- | ------------- | --------- | ------- | ---------------------- |
| 1     | Listopad 2003   | Lipiec 2004   | 2003–2004 | #41     | 10,63                  |
| 2     | Wrzesień 2004   | Maj 2005      | 2004–2005 | #15     | 15,75                  |
| 3     | Sierpień 2005   | Maj 2006      | 2005–2006 | #19     | 14,71                  |
| 4     | Wrzesień 2006   | Maj 2007      | 2006–2007 | #25     | 13,15                  |
| 5     | Wrzesień 2007   | Maj 2008      | 2007–2008 | #22     | 12,89                  |
| 6     | Wrzesień 2008   | Maj 2009      | 2008–2009 | #38     | 10,26                  |
| 7     | Wrzesień 2009   | Maj 2010      | 2009–2010 | #39     | 9,11                   |
| 8     | Wrzesień 2010   | Maj 2011      | 2010–2011 | #50     | 8,53                   |
| 9     | Wrzesień 2011   | Styczeń 2012  | 2011–2012 | #101    | 5,83                   |
| 10    | listopad 2012   | grudzień 2012 | 2012–2013 | #83     | 5,39                   |